# The Midnight Sky
The Midnight Sky ist ein Science-Fiction-Film von George Clooney, der im Dezember 2020 bei Netflix veröffentlicht wurde. Der Film basiert auf dem Roman Good Morning, Midnight von Lily Brooks-Dalton. Clooney übernahm in dem postapokalyptischen Film zudem die Rolle des Astronomen Augustine, der versucht, die Crew eines Raumschiffes rund um die Astronautin Sully, gespielt von Felicity Jones, vor einer Rückkehr auf die Erde zu warnen, wo sich eine globale Katastrophe ereignet hat.

## Handlung
Im Februar 2049 lebt der gealterte, unheilbar kranke Astronom Augustine Lofthouse in einer Wetterstation in der Arktis. Drei Wochen zuvor hat eine nicht näher erklärte Katastrophe die Menschen gezwungen, sich in unterirdische Bunker zurückzuziehen. Wie lange sie sicher sein werden, ist unbekannt. Die Station wird evakuiert, aber Augustine bleibt auf eigenen Wunsch zurück. Er spielt Schach mit sich selbst, er legt sich die Schläuche zur regelmäßig nötigen Blutwäsche an, er muss sich vor Übelkeit regelmäßig übergeben – die Krankheit frisst an ihm. An den Bildschirmen verfolgt Augustine, wie sich die Karten verändern: Rote Punkte wachsen zu runden Flächen, die sich schon bald überall auf der Welt überschneiden und die Gebiete markieren, in denen sich eine Strahlung ausbreitet, die das Leben gefährdet. Die Pole sind noch nicht betroffen. Der Funkverkehr bricht ab, Augustine wirkt in seiner Einsamkeit wie der letzte Mensch auf Erden. Dann entdeckt er in der Stationsküche unter einem Tisch ein kleines Mädchen. Er schätzt das Kind auf sieben, acht Jahre, will es wieder mit den Eltern zusammenbringen – aber niemand antwortet mehr über Funk. Das Kind spricht nicht, reagiert aber auf alles und ist sehr interessiert, sucht den Kontakt zu einem anfangs etwas mürrischen Augustine. Der findet heraus, dass das Mädchen Iris heißt, und er wird zu ihrem Beschützer, das Kind später zu seinem Retter.
In Rückblenden erfährt der Zuschauer, dass Augustine in seiner Jugend eine Theorie entwickelt hatte, die von der Bewohnbarkeit des Jupitermondes „K 23“ für Menschen ausging. Außerdem erfährt der Zuschauer von seiner gescheiterten Beziehung: Nachdem er bei einer Gala einen Vortrag gehalten hat, spricht ihn Jean Sullivan an. Die beiden freunden sich an und beginnen eine romantische Beziehung. Jean verlässt ihn bald wieder, weil Augustine von seiner Arbeit besessen ist und unfähig, dauerhafte Bindungen mit anderen Menschen einzugehen. Einige Jahre später trifft Augustine Jean zufällig wieder und erfährt von ihr, dass sie eine gemeinsame Tochter haben. Er beschließt jedoch, sich nicht als Vater vorzustellen. Die drei sehen sich nicht wieder.
Parallelschnitte erzählen von der Rückkehr des NASA-Raumschiffs Aether zur Erde. Dessen fünfköpfige Besatzung war auf K 23 und konnte die Bewohnbarkeit des von Augustine entdeckten Mondes nachweisen. Der Besatzung an Bord der Aether sind am Ende ihrer zweijährigen Mission die Ereignisse auf der Erde nicht bekannt. Dafür kündigt sich Nachwuchs an: Die Astronautin Sully ist mit dem Kommandanten Adewole liiert und von ihm schwanger.
Augustine versucht, Weltraummissionen zu kontaktieren, um sie vor der Situation auf der Erde zu warnen, und erfährt, dass nur das Raumschiff Aether noch unterwegs ist, auf der Rückreise vom Jupiter und nach den Flugplänen bald wieder in Funkreichweite. Augustine versucht Kontakt herzustellen, aber die Antenne ist zu schwach, das Signal kann das Schiff nicht erreichen. Augustine und Iris brechen mit einem Motorschlitten auf, machen sich auf einem beschwerlichen Weg auf zum Observatorium Lake Hazen. Dort gibt es eine stärkere Funkantenne. Unterwegs finden sie ein Flugzeugwrack mit einem offenbar an Strahlenkrankheit leidenden Überlebenden. Augustine erschießt ihn auf seinen Wunsch. Am nächsten Tag schmilzt ihnen plötzlich das arktische Eis unter den Füßen weg, der Motorschlitten versinkt im Wasser, ebenso das tragbare Dialysegerät für Augustine. Zu Fuß in Lake Hazen angekommen, gelingt schließlich der Funkkontakt mit der Aether.
Zeitgleich kommt das Raumschiff vom Kurs ab und muss nicht kartographierten Weltraum durchqueren. Es gerät prompt in einen Meteoritenschwarm und wird schwer beschädigt, das Radar ist ausgefallen. Sully, die Ingenieurin Maya und Kommandant Adewole steigen aus, um den Schaden zu reparieren. Als ein zweiter Meteoritenschauer das Schiff trifft, wird Maya von spitzen Gegenständen getroffen, der Raumanzug wird beschädigt und Maya schwer verletzt. Es gelingt knapp, sie ins Schiffsinnere zu schaffen, doch sie verblutet noch in der Schleuse.
Die trauernde Sully kontaktiert Augustine, der ihr sagt, sie solle nicht zur Erde, sondern stattdessen zu K 23 zurückkehren und dort ein neues Leben beginnen. Pilot Mitchell weigert sich, er will zurück zu seiner Familie. Aerodynamiker Sanchez ist ebenfalls gegen eine Rückkehr zum Jupiter – für ihn war Maya wie eine zweite Tochter, seine eigene starb mit vier Jahren und wäre jetzt im Alter von Maya. Er möchte Maya unbedingt zurück nach Hause bringen und sie dort begraben. Mitchell und Sanchez nehmen Abschied und machen sich mit dem Shuttle der Aether und der toten Maya auf den Weg zurück zur Erde. Wen sie wo finden werden, was genau sie erwartet, das alles wissen sie nicht.
Im letzten Funkkontakt mit Augustine eröffnet Sully ihm, dass ihre Mutter Jean mit ihm zusammengearbeitet habe und dass sie selber nur seinetwegen dem Raumfahrtprogramm beigetreten sei. Sie sagt Augustine, dass sie selbst Iris heiße. Augustine weint und hat inzwischen begriffen, dass Sully seine Tochter aus der Verbindung mit Jean ist. Auch hat er erkannt, dass das junge Mädchen Iris nur eine Einbildung war, ein Trugbild, das sein Verstand geschaffen hatte, um ihn zum Handeln zu bewegen. Augustine sagt Sully, dass er stolz sei, sie endlich getroffen zu haben, und Sully beschreibt ihm K 23: In der Kolonie sehe es aus wie in Colorado.
Der Funkkontakt bricht wieder ab. Sully und Adewole setzen einen Kurs zurück zu K 23.
Augustines weiteres Schicksal bleibt offen. Er schaut in den letzten Einstellungen in den Sonnenuntergang, die Hand ausgestreckt, als würde sie von der kleinen Iris gehalten und als stünde sie gleich neben ihm.

## Produktion

### Literarische Vorlage und Regie
Der Film fußt auf dem Roman Good Morning, Midnight von Lily Brooks-Dalton. Regie führte George Clooney. Nach eigenen Aussagen hat Clooney seine Astronautenrolle in Alfonso Cuaróns Weltraum-Thriller Gravity geholfen, einige der Weltraumsequenzen in The Midnight Sky zu konzipieren. „Eine der Sachen, die ich aus der Arbeit mit Alfonso über den Weltraum gelernt habe, ist, dass es in der Schwerelosigkeit keinen Norden und Süden oder Osten oder Westen gibt, weil das im Weltraum nicht existiert. Oben ist nicht oben und unten ist nicht unten.“ Die Kamera könne also auf dem Kopf stehen oder auch die Personen. Daher müsse man die Kamera ständig drehen, was den Zuschauer krank machen könne, wenn dies zu oft geschieht.

### Besetzung und Synchronisation
| Darsteller         | Synchronsprecher  | Rolle              |
| ------------------ | ----------------- | ------------------ |
| George Clooney     | Detlef Bierstedt  | Augustine          |
| Felicity Jones     | Yvonne Greitzke   | Sully              |
| David Oyelowo      | Sascha Rotermund  | Adewole            |
| Caoilinn Springall | Annabell Tanfal   | Iris               |
| Kyle Chandler      | Thomas Nero Wolff | Mitchell           |
| Demián Bichir      | Carlos Lobo       | Sanchez            |
| Tiffany Boone      | Victoria Frenz    | Maya               |
| Sophie Rundle      | Mia Diekow        | Jean               |
| Ethan Peck         | Alexander Doering | Augustine (jünger) |

Clooney übernahm auch die Hauptrolle des Astronomen Augustine Lofthouse. Um sein Äußeres glaubwürdig dem von Forschern in der Arktis anzupassen, die sich häufig einen Bart wachsen lassen, ließ auch Clooney die Gesichtsbehaarung sprießen und verpasste sich dazu seinen Haarschnitt selbst. Er stutzte dazu seine Haare mithilfe eines Rasierers und versuchte, alles irgendwie schlecht zu machen, so dass es ungleichmäßig aussah. Er habe sich auch Narben schminken lassen, schließlich sei es offensichtlich, dass Augustine an irgendetwas sterben werde, wohl an irgendeiner Form von Krebs, weshalb er auch Transfusionen brauche. Er habe also passend hinfällig und nicht so normal wie sonst aussehen wollen.
Felicity Jones spielt Sullivan, kurz Sully, die von der Jupiter-Mission auf die Erde zurückkehrt. David Oyelowo spielt Flugkommandant Adewole, Tiffany Boone die Flugingenieurin Maya, Kyle Chandler den Piloten Mitchell und Demián Bichir den Aerodynamiker Sanchez. Die Rolle von Iris wurde mit der Kinderdarstellerin Caoilinn Springall besetzt. Als jüngerer Mann wird Augustine von Ethan Peck gespielt. Im Film werden Clooneys und Pecks Stimmen und Äußeres übergeblendet.
Die deutsche Synchronisation entstand nach einem Dialogbuch und der Dialogregie von Sven Hasper im Auftrag der FFS Film- & Fernseh-Synchron GmbH, Berlin.

### Drehbuchentwicklung
Mark L. Smith, Drehbuchautor von The Revenant, adaptierte Brooks-Daltons Roman für den Film. Clooney erklärte, es sei ein Balanceakt gewesen, sich an das Buch anzulehnen, weil die eine Hälfte wie Gravity anmute, die andere hingegen wie The Revenant und dabei zwei sehr unterschiedliche Handlungsstränge miteinander verbunden werden mussten – auf der einen Seite die NASA-Besatzung mit Kurs auf die Erde, auf der anderen der Wissenschaftler und das Kind, die sich durch die Arktis kämpfen. Der Regisseur überarbeitete auch die Figuren, so etwa Mitchell und Sanchez. Clooney sagte der Zeitschrift Vanity Fair, im Buch sei Mitchell eher wie ein russischer Junge – er hätte die beiden aber lieber etwas älter gehabt, er hätte sie so gewollt wie die beiden alten Herrschaften Waldorf und Statler auf dem Balkon in der Muppet-Show. Clooney sagte, die beiden sollten ab und zu ein wenig Spaß haben, sie sollten erfahren wirken, nicht in Panik geraten.
Weil Felicity Jones während der Dreharbeiten schwanger wurde, baute Clooney das schließlich in den Film ein und verzichtete nach ein paar Tagen auf ein Körper-Double und aufwändige Schnitt-Retusche. Leute hätten schließlich Sex, also habe man die Missionsleiterin Sully auch in der Story schwanger werden lassen, so erklärte Clooney das im Interview.  Adewole machte man zum Vater des Kindes, die Schwangerschaft habe Spannung bedeutet für die Crew, am Ende einer zweijährigen Reise. Das Einfügen der Schwangerschaft in die Geschichte habe laut Clooney eine gewisse thematische Symmetrie in den Film und die beiden parallelen Handlungsstränge gebracht – der sterbende alte Mann auf der Erde auf der einen Seite und die letzten Spuren menschlichen Lebens, die durch den Weltraum rasen, auf der anderen – und jede Seite müsse jeweils ein Kind in ihr Handeln einbeziehen.

### Dreharbeiten und Filmmusik

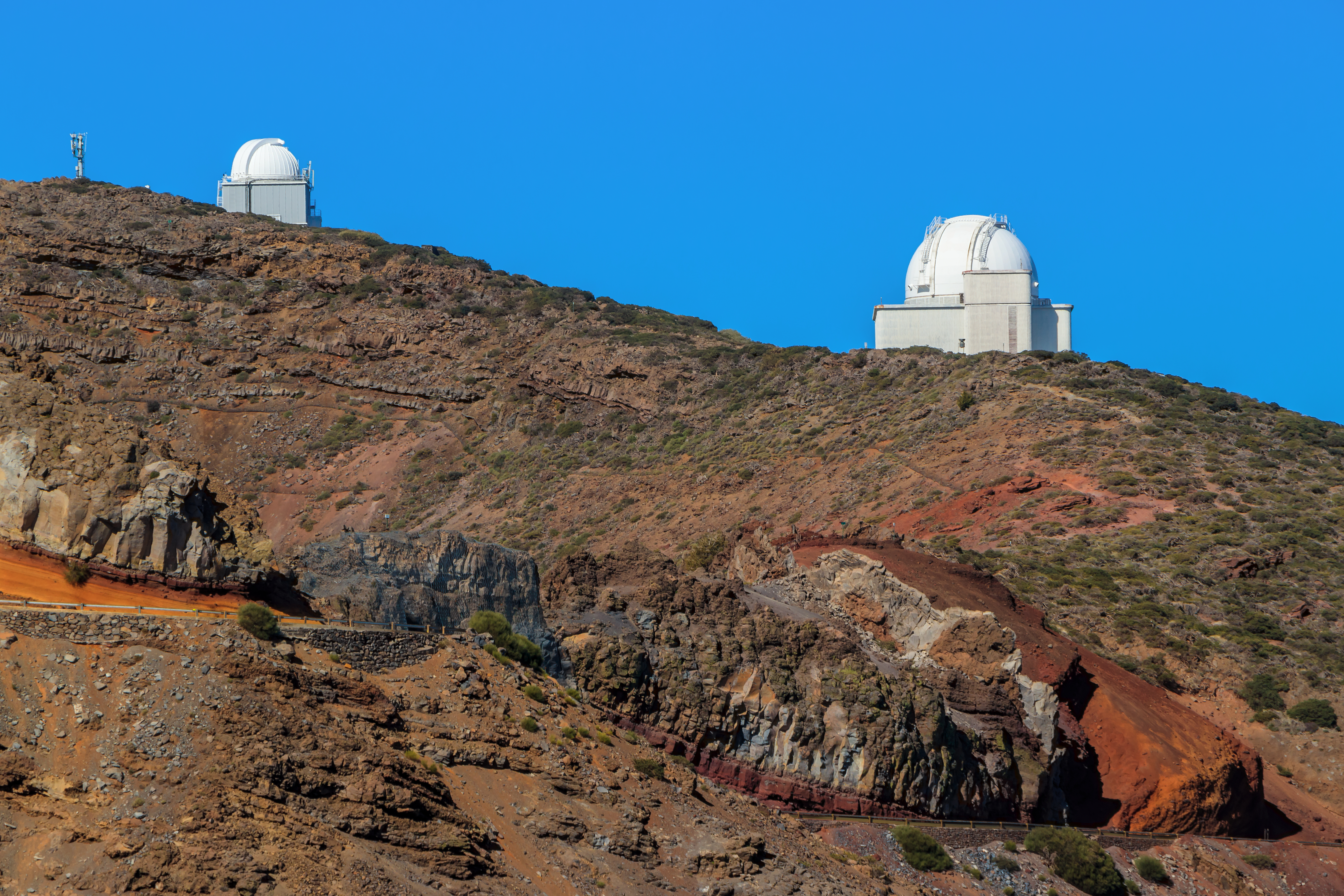
Gedreht wurde unter anderem in und an den Sternwarten am Roque de los Muchachos

Nach den Dreharbeiten Mitte Oktober 2019 in Island erfolgten im Februar 2020 Aufnahmen auf der Kanareninsel La Palma, unter anderem in den Sternwarten am Roque de los Muchachos, die höchste Erhebung der Insel, und im Bosque de Los Tilos, einem Lorbeerwald in der Gemeinde San Andrés y Sauces. Wie zuletzt bei der Fernsehserie Catch-22 arbeitete Clooney mit dem deutschen Kameramann Martin Ruhe zusammen.
Die Filmmusik komponierte Alexandre Desplat. Da dieser aufgrund der Coronavirus-Pandemie nicht nach England reisen konnte, wo in den Abbey Road Studios die Aufnahme stattfand, dirigierte er das Orchester via Zoom von Paris aus. Jeder Teil des Orchesters, die Streicher, die Blechbläser und die Holzblasinstrumente, mussten während der Aufnahme separat spielen, um das Pandemieprotokoll einzuhalten. Das Soundtrack-Album mit insgesamt 26 Musikstücken wurde am 23. Dezember 2020 von ABKCO Records veröffentlicht.

### Marketing und Veröffentlichung
Ende Oktober 2020 veröffentlichte Netflix den ersten Trailer. Der letzte, Anfang Dezember 2020 vorgestellte Trailer war mit No Surprises von Radiohead unterlegt. Am 23. Dezember 2020 wurde der Film weltweit in das Programm des Streamingdienstes aufgenommen.

## Rezeption

### Altersfreigabe und Filmgenre
In den USA wurde der Film von der MPAA als PG-13 eingestuft. Mark Kennedy von Associated Press meint, The Midnight Sky sei ein Film, der jede Art von Fan zufriedenstellen wird, ob von Science-Fiction, intimen Filmdramen, Romanze oder Fantasy.

### Kritiken
Die Kritiken fielen bislang gemischt aus.
Oliver Camenzind vom Filmbulletin findet, der Regisseur George Clooney überlasse dem Darsteller George Clooney viel zu viel Raum. Der spiele den verzweifelten, whiskytrinkenden Forscher im Holzfällerhemd zwar engagiert und ohne Eitelkeiten, könne damit aber nicht darüber hinwegtäuschen, dass es seiner Figur an psychologischer Tiefe mangelt. Zudem bleibe im Dunkeln, warum Augustine Lofthouse schon von Anfang an ein gebrochener Mann ist, und das, was ihn mit der Raumschiffpilotin Sullivan verbindet, erfahre man erst in den letzten fünf Minuten in einer Art emotionalem Schnelldurchlauf. Es fehle dem Film an menschlichen Schicksalen, die für Drama sorgen könnten, es fehle die Liebe, die Freiheit oder sonst eine große Idee, so Camenzind weiter. Statt dass der Film die charakterlichen Eigenschaften seiner Figuren ausdifferenziert, arbeite er immer wieder mit visueller Überwältigung, und dies auch mit Erfolg. Kameramann Martin Ruhe liefere spektakuläre Bilder von polaren Landschaften und vom Sternenhimmel, und die Szenen seien zum Teil so gut eingefangen, dass sie durchaus an die ästhetische Qualität von Christopher Nolans Interstellar herankämen. All dies mache jedoch nicht wett, dass nicht nur die Figuren oberflächlich, sondern auch der Plot ziemlich dünn und so zwar schön anzusehen, inhaltlich aber ziemlich beliebig ist.
Kathrin Häger vom Filmdienst schreibt, The Midnight Sky bediene sich wiederkehrender Motive des Science-Fiction-Genres. So komme einem die Stanislav-Lem-Verfilmung Solaris in den Sinn, ebenso Stanley Kubricks 2001: Odyssee im Weltraum oder Denis Villeneuves Trauerbewältigung einer Mutter in Arrival. Dem zwischen anrührendem Ein-Personen-Endzeitdrama und sich in die Weite öffnender Weltraum-Actionfilm angesiedelten Film fehle mitunter allerdings der Kino-Atem. So suchten manche Aufnahmen die majestätische Größe von Alfonso Cuaróns Gravity, erreichten aber nur Fernsehformat: „Selten dürfte einem Film die große Leinwand so sehr gefehlt haben, um visuell von der menschlichen Nichtigkeit im Angesicht der Unendlichkeit zu erzählen.“ Hierbei könne The Midnight Sky durch eine Zukunftsfantasie berühren, die sich plötzlich gar nicht mehr wie Science Fiction, sondern schmerzhaft nahe und nahbar anfühlt, so Häger.

### Auszeichnungen (Auswahl)
Art Directors Guild Awards 2021
- Nominierung in der Kategorie Fantasy Feature Film (Jim Bissell)[24]

British Academy Film Awards 2021
- Nominierung für die Besten visuellen Effekte[25]

Chicago Film Critics Association Awards 2020
- Nominierung für den Besten Einsatz von visuellen Effekten[26]

Critics’ Choice Movie Awards 2021
- Nominierung als Beste Jungdarstellerin (Caoilinn Springall)
- Nominierung für die Besten visuellen Effekte
- Nominierung für die Beste Filmmusik (Alexandre Desplat)

Florida Film Critics Circle Awards 2020
- Nominierung für die Besten visuellen Effekte (Mark Bakowski)
- Nominierung für die Beste Filmmusik (Alexandre Desplat)[27]

Golden Globe Awards 2021
- Nominierung für die Beste Filmmusik (Alexandre Desplat)[28]

Golden Reel Awards 2021
- Nominierung für den Besten Tonschnitt beim Underscoring
- Nominierung für den Besten Tonschnitt bei Effekten[29]

National Board of Review Awards 2021
- Aufnahme in die Top 10[30]

Oscarverleihung 2021
- Nominierung für die Besten visuellen Effekte (Matthew Kasmir, Christopher Lawrence, Max Solomon und David Watkins)

Satellite Awards 2020
- Auszeichnung für die Beste Filmmusik (Alexandre Desplat)
- Nominierung für die Beste Kamera (Martin Ruhe)
- Nominierung für den Besten Tonschnitt (Randy Thom, Dan Hiland, Todd Beckett, Danny Hambrook & Bjorn Schroeder)
- Nominierung für die Besten visuellen Effekte (Matt Kasmir & Chris Lawrence)
- Nominierung für das Beste Szenenbild (James D. Bissell & John Bush)

Set Decorators of America Awards 2021
- Nominierung für das Beste Szenenbild in einem Science-Fiction- oder Fantasyfilm (John Bush & Jim Bissell)[31]

VES Awards 2021
- Auszeichnung für die Besten visuellen Effekte in einem Realfilm
- Auszeichnung für das Beste Modell in einem Real- oder Animationsfilm („Aether“)[32]